# Narka
 (août 2020).
La ville de Narka est située dans le comté de Republic, dans l’État du Kansas, aux États-Unis. Sa population, qui s’élevait à 94 habitants lors du recensement de 2010, est estimée à 86 habitants en 2019.

## Histoire
Narka a été fondée en 1887. Elle a été nommée d’après la fille d’un employé du chemin de fer. Le premier bureau de poste a été établi à Narka en novembre 1887. Narka a été incorporée en tant que city en 1894.